# Bogem (Gurah)
Bogem is een bestuurslaag in het regentschap Kediri van de provincie Oost-Java, Indonesië. Bogem telt 3705 inwoners (volkstelling 2010).